# Vermiophis ganquanensis
Vermiophis ganquanensis är en tvåvingeart som beskrevs av Yang 1979. Vermiophis ganquanensis ingår i släktet Vermiophis och familjen Vermileonidae. Inga underarter finns listade i Catalogue of Life.